# Norovirus
Norovirus is een groep van virussen die belangrijke verwekkers van diarree zijn. Er wordt geschat dat wereldwijd 50% van alle acute episoden van gastro-enteritis (buikgriep) door deze virussen worden veroorzaakt. Het norovirus is een zogenaamd "positive sense" RNA-virus.
Het virus komt geregeld in de vorm van epidemieën op relatief kleine schaal voor. Het is zeer besmettelijk en treft mensen van alle leeftijden. Het virus wordt overgedragen via voedsel en water dat besmet is met ontlasting (feces), via direct contact met een besmet persoon en via aerosolvorming van het virus waarna het verschillende oppervlakten besmet (bijvoorbeeld de deurkruk of het lichtknopje van het toilet).
Na besmetting ontstaat er immuniteit tegen het virus, maar deze is meestal niet volledig en slechts tijdelijk. Er zit ook een erfelijke kant aan het verhaal: mensen met bloedgroep O raken vaker geïnfecteerd, terwijl bloedgroep B en bloedgroep AB gedeeltelijke bescherming bieden tegen symptomatische infectie.
Het virus lijkt mee te liften in darmbacteriën.
Vroeger - en in sommige gevallen nog steeds - werd de term norwalkvirus gebruikt. De naam norwalkvirus verwijst naar de plaats Norwalk in Ohio, waar het norovirus voor het eerst werd geïdentificeerd in 1968.

## Symptomen norovirusbesmetting
De symptomen van buikgriep zijn braken en diarree, die meestal beginnen tussen 15 en 48 uur nadat iemand het virus binnenkrijgt. Het braken is vaak heftig en kan heel plotseling optreden. Het braken wordt ook wel projectielbraken genoemd, vanwege de soms optredende heftigheid. Verder zijn hoofdpijn, buikpijn, maagkrampen, spierpijn, malaise en milde koorts de meest voorkomende klinische symptomen. Er is geen bloed of slijmbijmenging in de ontlasting (feces).

## Verdenking van norobesmetting
Als één of meer van de volgende verschijnselen zich voordoen, moet worden gedacht aan de mogelijkheid dat er een norobesmetting heeft plaatsgehad:
- Projectielbraken in meer dan 50% van de gevallen,
- Een ziekteduur van 12 tot 60 uur,
- De ziekteverschijnselen treden 12 tot 48 uur na het vermoedelijke tijdstip van besmetting op,
- Meerdere mensen in de omgeving van patiënt blijken ziek.

## Behandeling norobesmetting
Er bestaat geen geneesmiddel tegen deze buikgriep. De symptomen gaan in de meeste gevallen vanzelf over na één tot vier dagen.
Het is belangrijk dat de zieke voldoende vocht, suikers en zouten binnen krijgt om uitdroging te voorkomen (wegens de diarree). Als de zieke het kan verdragen kunnen kleine hoeveelheden licht voedsel worden gegeten. Alcohol en koolzuurhoudende dranken moeten worden vermeden.
De meeste mensen zijn na 1 of 2 dagen ziekte weer op de been. Na vier dagen zijn de symptomen geheel verdwenen. Bij jonge kinderen, ouderen en mensen met een verzwakte afweer kunnen de klachten ernstiger zijn en langer duren. Voelt men zich langer dan vijf dagen ziek, dan kan men het beste contact opnemen met de huisarts. Bij uitdrogingsverschijnselen kan opname noodzakelijk zijn om vocht via een infuus toe te kunnen dienen.

## Maatregelen ter voorkoming norovirusbesmetting

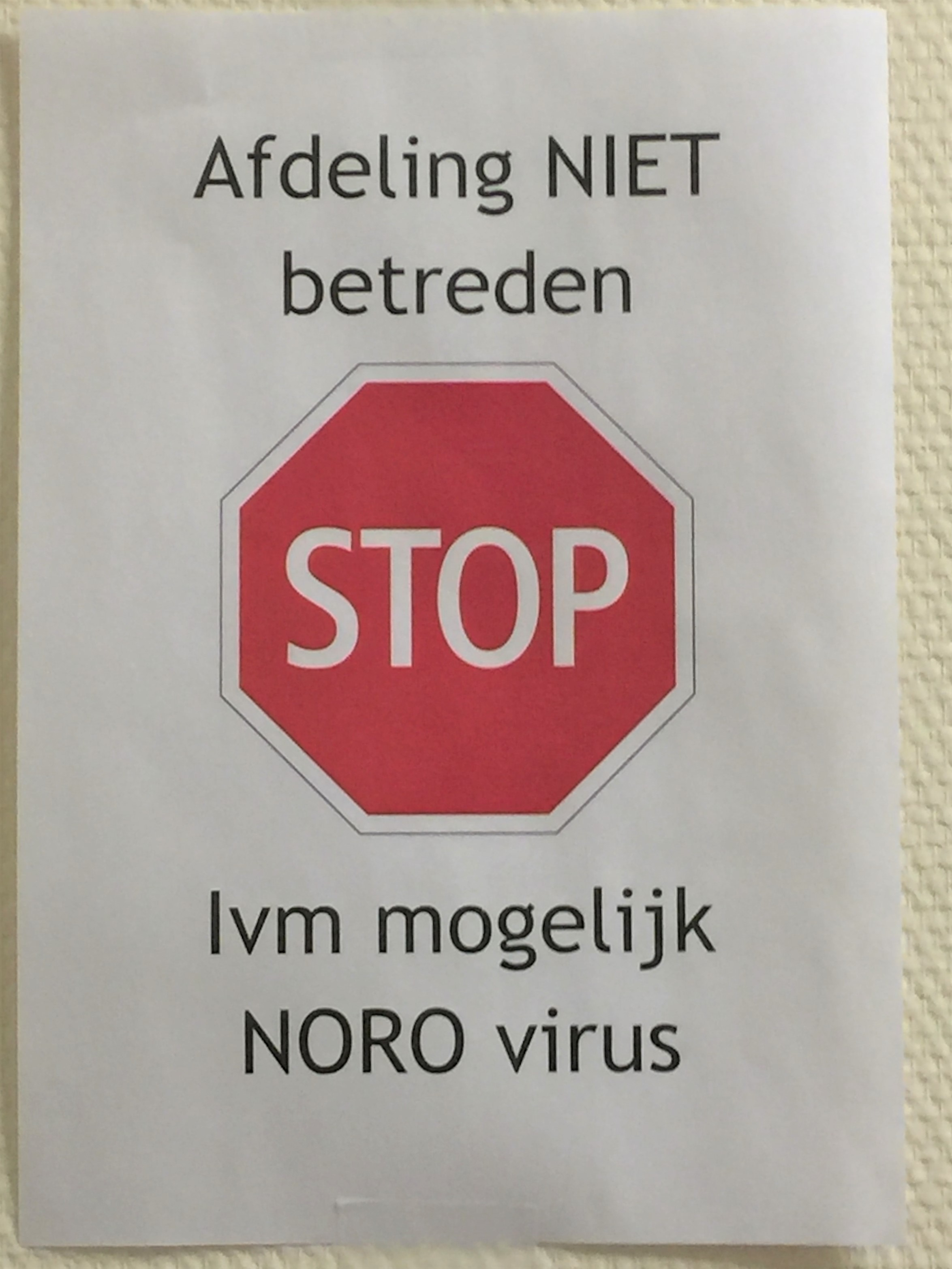
Waarschuwing tegen het norovirus (Nederland, 2019)

Na het toiletbezoek of na contact met een patiënt met diarree of braaksel dienen de handen grondig gewassen te worden met zeep en daarna gewreven te worden met een handdesinfectant die ten minste 60% alcohol bevat. Dit is essentieel om verspreiding van het virus te voorkomen. Zeker mensen die voedsel bereiden, zoals het smeren van een boterham voor anderen, kunnen heel gemakkelijk het norovirus doorgeven aan een ander. Chloorhexidine is niet werkzaam tegen dit virus.
- Was en ontsmet de handen zeer goed na toiletgebruik, voor de bereiding van voedsel, voor het eten en zeker na het opruimen van diarree en braaksel.
- Gebruik papieren wegwerphanddoeken na het handen wassen.
- Zieken dienen een apart toilet te gebruiken tot vier dagen na het verdwijnen van de klachten.
- Maak dagelijks het toilet schoon met een bleekwateroplossing (liefst 40 delen water op één deel bleekwater). Maak vervolgens het toilet schoon van de schone kant naar de vieze kant.
- Maak ook de deurknop, de kraanknop, de spoelknop van het toilet en de lichtschakelaar schoon met een desinfectant.
- Vuile was dient apart te worden gewassen in de wasmachine op een zo hoog mogelijke temperatuur. Kookwas 90°C of 2 maal op 60°C. Bij die laatste dient, na het drogen van het wasgoed/beddengoed, te worden gestreken op een zo hoog mogelijke temperatuur.
- Laat de zieke tot drie dagen, nadat men klachtenvrij is, geen voedsel bereiden voor anderen.

Hoewel de ziekte niet ernstig is, kan men zich er soms wel erg ziek door voelen. De milde en symptoomloze gevallen kunnen juist een grote bijdrage leveren aan de verspreiding van de ziekte.